# Miyamoto Musashi (film 1961)
Miyamoto Musashi (宮本武蔵) è un film del 1961 diretto da Tomu Uchida.
È il primo di una serie di sei film incentrata sull'omonimo leggendario samurai.